# Taguchi-Linie
| Streckenlänge: | 22,6 km           |                           |                       |
| Spurweite: | 1067 mm (Kapspur) |                           |                       |
| Stromsystem: | 1500 V =          |                           |                       |
| Maximale Neigung: | 33 ‰              |                           |                       |
| Minimaler Radius: | 160 m             |                           |                       |
| Zweigleisigkeit: | nein              |                           |                       |
| |                   |                           |                       |
| Gesellschaft: | Toyohashi Tetsudō |                           |                       |
| \| \| 0,0 \| Hon-Nagashino (本長篠) \| 1923– \| \| \| \| ←↑ Iida-Linie \| 1923– \| \| \| \| \| \| \| \| 2,6 \| Mikawa-Ōkusa (三河大草) \| 1930–1968 \| \| \| 4,8 \| Hōraiji (鳳来寺) \| 1929–1968 \| \| \| \| Bedarfshaltestelle \| \| \| \| 7,5 \| Kuroze (玖老勢) \| 1929–1968 \| \| \| 9,1 \| Mikawa-Ōishi (三河大石) \| 1929–1968 \| \| \| 11,6 \| Mikawa-Ebi (三河海老) \| 1929–1968 \| \| \| 12,8 \| Takiue (滝上) \| 1949–1968 \| \| \| \| Iname-Tunnel (1511 m) \| \| \| \| 16,4 \| Damine (田峯) \| 1930–1968 \| \| \| 17,0 \| Nagaramae (長原前) \| 1950–1968 \| \| \| 18,1 \| Kiyosaki (清崎) \| 1930–1968 \| \| \| \| Dai-Kukata (大久賀多) \| \| \| \| \| Ayubuchi (鮎淵) \| 1932–1966 \| \| \| 22,6 \| Mikawa-Taguchi (三河田口) \| 1932–1966 \| |                   |                           |                       |
| Bahnhof | 0,0               | Hon-Nagashino (本長篠)    | 1923–                 |
| |                   | ←↑ Iida-Linie             | 1923–                 |
| Strecke nach rechts · Strecke (außer Betrieb) |                   |                           |                       |
| Haltepunkt / Haltestelle (Strecke außer Betrieb) | 2,6               | Mikawa-Ōkusa (三河大草)   | 1930–1968             |
| Bahnhof (Strecke außer Betrieb) | 4,8               | Hōraiji (鳳来寺)          | 1929–1968             |
| Haltepunkt / Haltestelle (Strecke außer Betrieb) |                   | Bedarfshaltestelle        | Bedarfshaltestelle    |
| Bahnhof (Strecke außer Betrieb) | 7,5               | Kuroze (玖老勢)           | 1929–1968             |
| Haltepunkt / Haltestelle (Strecke außer Betrieb) | 9,1               | Mikawa-Ōishi (三河大石)   | 1929–1968             |
| Bahnhof (Strecke außer Betrieb) | 11,6              | Mikawa-Ebi (三河海老)     | 1929–1968             |
| Haltepunkt / Haltestelle (Strecke außer Betrieb) | 12,8              | Takiue (滝上)             | 1949–1968             |
| Tunnel (Strecke außer Betrieb) |                   | Iname-Tunnel (1511 m)     | Iname-Tunnel (1511 m) |
| Bahnhof (Strecke außer Betrieb) | 16,4              | Damine (田峯)             | 1930–1968             |
| Haltepunkt / Haltestelle (Strecke außer Betrieb) | 17,0              | Nagaramae (長原前)        | 1950–1968             |
| Bahnhof (Strecke außer Betrieb) | 18,1              | Kiyosaki (清崎)           | 1930–1968             |
| Dienststation / Betriebs- oder Güterbahnhof (Strecke außer Betrieb) |                   | Dai-Kukata (大久賀多)     | Dai-Kukata (大久賀多) |
| Haltepunkt / Haltestelle (Strecke außer Betrieb) |                   | Ayubuchi (鮎淵)           | 1932–1966             |
| Kopfbahnhof Streckenende (Strecke außer Betrieb) | 22,6              | Mikawa-Taguchi (三河田口) | 1932–1966             |

Die Taguchi-Linie (jap. 田口線, Taguchi-sen) war eine Eisenbahnstrecke auf der japanischen Insel Honshū. Im Osten der Präfektur Aichi verband sie die Städte Shinshiro und Taguchi (heute zu Shitara gehörend) miteinander. Sie war von 1929 bis 1968 in Betrieb.

## Beschreibung
Bei der Taguchi-Linie handelte es sich um eine 22,6 km lange Stichstrecke mit einer Spurweite von 1067 mm (Kapspur). Sie zweigte im Bahnhof Hon-Nagashino von der Iida-Linie ab und führte durch die Täler des Ebi und des Toyokawa nach Mikawa-Taguchi. Die Strecke war mit 1500 V Gleichspannung elektrifiziert und erschloss 13 Bahnhöfe und Haltestellen.

## Geschichte
Am 6. November 1927 erfolgte die Gründung der Bahngesellschaft Taguchi Tetsudō (田口鉄道), die vom Kaiserlichen Hofministerium das Recht erwarb, Holztransporte durchzuführen. Sie eröffnete die Strecke in mehreren Etappen: am 22. Mai 1929 von Hon-Nagashino nach Mikawa-Ebi, am 10. Dezember 1930 nach Kiyosaki und am 22. Dezember 1932 nach Mikawa-Taguchi. Obwohl die Strecke ursprünglich als reine Waldbahn konzipiert worden war, beförderten die Züge von Anfang an auch Fahrgäste. Der nördliche Endbahnhof lag etwa vier Kilometer vom Stadtzentrum Taguchis entfernt, da die Strecke sonst eine starke Steigung hätte bewältigen müssen und der möglichst reibungslose Holztransport Vorrang hatte.
1936 gelangte die Taguchi Tetsudō unter die Kontrolle der Meitetsu (Muttergesellschaft der Meitetsu Group), genauso wie die benachbarten Bahnen Toyokawa Tetsudō und Hōraiji Tetsudō. Im Gegensatz zu diesen war die Taguchi Tetsudō im Jahr 1943 nicht von der Verstaatlichung betroffen, gleichwohl führte das Eisenbahnministerium den Zugbetrieb durch (ab 1949 die Japanische Staatsbahn). Nachdem sich die Staatsbahn 1952 zurückgezogen hatte, ging die Taguchi-Linie am 1. Oktober 1956 in den Besitz der Toyohashi Tetsudō über, einer weiteren Tochtergesellschaft der Meitetsu Group.
Das Teilstück zwischen Kiyosaki und Mikawa-Taguchi wurde 1966 stillgelegt. Drei Tage nachdem ein Hochwasser einen Streckenabschnitt fortgespült hatte, folgte am 1. September 1968 die Stilllegung der restlichen Taguchi-Linie. Ein bedeutender Teil der Trasse ist erhalten geblieben und wird als Straße genutzt. Der 1511 m lange Iname-Tunnel zwischen dem Ebi- und dem Toyokawa-Tal, damals der längste Tunnel in der Präfektur Aichi, wurde nach der Stilllegung über ein Jahrzehnt lang einspurig für den Busverkehr genutzt. Im Zuge des Ausbaus der Präfekturstraße 389 erweiterte man ihn auf zwei Spuren und gab ihn 1979 für den allgemeinen Straßenverkehr frei.

## Liste der Bahnhöfe
| Name                      | km   | Anschlusslinien | Lage   | Ort       |
| ------------------------- | ---- | --------------- | ------ | --------- |
| Hon-Nagashino (本長篠)    | 00,0 | Iida-Linie      | Koord. | Shinshiro |
| Mikawa-Ōkusa (三河大草)   | 02,6 |                 | Koord. | Shinshiro |
| Hōraiji (鳳来寺)          | 04,8 |                 | Koord. | Shinshiro |
| Kuroze (玖老勢)           | 07,5 |                 | Koord. | Shinshiro |
| Mikawa-Ōishi (三河大石)   | 09,1 |                 | Koord. | Shinshiro |
| Mikawa-Ebi (三河海老)     | 11,6 |                 | Koord. | Shinshiro |
| Takiue (三河海老)         | 12,8 |                 | Koord. | Shitara   |
| Damine (田峯)             | 15,4 |                 | Koord. | Shitara   |
| Nagaramae (長原前)        | 17,0 |                 | Koord. | Shitara   |
| Kiyosaki (清崎)           | 18,1 |                 | Koord. | Shitara   |
| Ayubuchi (鮎淵)           |      |                 |        | Shitara   |
| Mikawa-Taguchi (三河田口) | 22,6 |                 | Koord. | Shitara   |